# Павел Орозий
Павел Орозий (на латински: Paulus Orosius, * ок. 385; † ок. 418) е иберийски късноантичен историк и християнски теолог. Като теолог взема дейно участие в борбите срещу отклоненията от официалното християнство.
Основното му произведение се нарича „История против езичниците в седем книги“. Роден е вероятно в Тарагона (или в Брага), в провинция Галеция (Gallaecia, дн. Галисия) в Испания.
През 413 или 414 г. той отива при Августин Блажени в Хипон и започва да учи при него в Африка. През 415 г. той го изпраща с препоръчително писмо за църковния баща Йероним Блажени в Палестина и след това във Витлеем. Тогава Йоан, епископът на Йерусалим свиква синод в резиденцията си за юни 415 г., на който Орозий чете за решенията от Картаген през 411 г. и от съчинението на Августин против Пелагий. Същата година Орозий се връща обратно в Северна Африка, където вероятно умира. Според Генадий той донася малко преди това откритите реликви на мъченик Св. Стефан от Палестина в Менорка.
Най-ранното си произведение Consultatio sive commonitorium ad Augustinum de errore Priscillianistarum et Origenistarum той пише малко след идването му в Африка. То е публикувано в произведението на Августин Contra Priscillianistas et Origenistas liber ad Orosium. Следващото си съчинение, Liber apologeticus de arbitrii libertate, той пише, когато е в Палестина.
Най-прочутото произведение на Орозий, Historiae adversum Paganos, е започнато по идея на Августин. Неговата история е хроника на катастрофите, които хората преживяват до 417 г. Тя е преведена на арабски и по-късно е използвана като източник от Ибн Халдун.